# Tocoa
Tocoa è un comune dell'Honduras facente parte del dipartimento di Colón.
Il comune è stato istituito l'11 giugno 1882.